# Haldane (cráter)

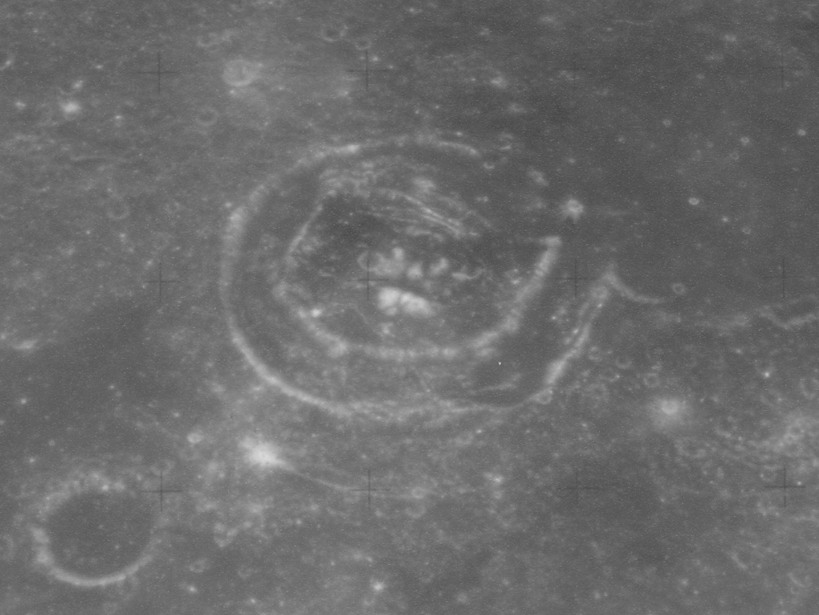
Fotografía de la misión Apolo 16

Haldane es un cráter de impacto que se encuentra en el Mare Smythii, cerca de la extremidad oriental de la Luna. La visibilidad del cráter se ve afectada por la libración, e incluso en condiciones favorables se muestra con un escorzo muy acusado. Se encuentra justo al oeste-noroeste del cráter Runge, y al este de Carrillo.
Su interior ha sido inundado por la lava, dejando sólo un borde bajo proyectándose a través del mar lunar. Este brocal aparece fragmentado en su lado noroeste, dejando una brecha en el interior. En la mitad oriental del piso interior aparece una marca característica semicircular que es concéntrica con la pared exterior. También se localiza una cresta central baja, desplazada al este del punto medio interior.
Haldane es un ejemplo un tanto extremo de muchos cráteres similares con fracturas en el Mare Smythii.